# تیم ماتسون
تیم ماتسون (انگلیسی: Tim Matheson؛ زادهٔ ۳۱ دسامبر ۱۹۴۷) هنرپیشه و کارگردان اهل ایالات متحده آمریکا است. وی از سال ۱۹۶۱ میلادی تاکنون مشغول فعالیت بوده‌است.
از فیلم‌هایی که وی در آن نقش داشته‌است، می‌توان به ۱۹۴۱، خانه حیوانات، مایه ننگ، داستان ما، کشمکش خوب، دراپ دد فرد و ون وایلدر اشاره کرد.